# Chinattus validus
Espèce
Synonymes
- Habrocestoides validus Xie, Peng & Kim, 1993
- Habrocestum emanasakgrensis Kadam & Tripathi, 2023

Chinattus validus est une espèce d'araignées aranéomorphes de la famille des Salticidae.

## Distribution
Cette espèce se rencontre en Chine, au Viêt Nam, en Inde, au Népal et au Bhoutan.

## Description
Le mâle holotype mesure 3,35 mm.
La carapace de la femelle décrite par Jastrzębski et Patoleta en 2014 mesure 1,88 mm de long sur 1,59 mm et l'abdomen 2,93 mm de long sur 2,32 mm.

## Systématique et taxinomie
Cette espèce a été décrite sous le protonyme Habrocestoides validus par Xie, Peng et Kim en 1993. Elle est placée dans le genre Chinattus par Logunov en 1999.
Habrocestum emanasakgrensis a été placée en synonymie par Jose, Caleb et Sudhikumar en 2024.

## Publication originale
(mai 2024).
- Xie, Peng & Kim, 1993 : « Three new species of the genus Habrocestoides from China (Araneae: Salticidae). » Korean Arachnology, vol. 9, no 1/2, p. 23-29.